# نانتو
نانتو (بالإيطالية: Nanto)‏ هي مدينة وبلدية في مقاطعة مقاطعة فشنزة، في منطقة فنيتة، بشمال شرق إيطاليا.